# Heteropygas filena
Heteropygas filena är en fjärilsart som beskrevs av William Schaus 1901. Heteropygas filena ingår i släktet Heteropygas och familjen nattflyn. Inga underarter finns listade i Catalogue of Life.